# S:t Bertils
S:t Bertils (finska: Pertteli) var en kommun i landskapet Egentliga Finland i Finland. Kommunen hade 4 035 invånare (2008), på en yta av 156,12 km². Den 1 januari 2009 förenades S:t Bertils jämte Bjärnå, Finby, Halikko, Kiikala, Kisko, Kuusjoki, Muurla och Suomusjärvi med Salo stad.
S:t Bertils var enspråkigt finskt och kommunens centralort var Ingeris (finska: Inkere). Före kommunsammanslagningen var S:t Bertils grannkommuner Salo (Uskela fram till 1967), Kiikala, Kisko, Kuusjoki och Muurla. Kommunen tillhörde först Åbo och Björneborgs län och senare Västra Finland län.

## Historia
S:t Bertils har fått sitt namn från Sankt Bartolomaios, som också är representerad i kommunens vapen. S:t Bertils medeltida kyrka är helgad åt Sankt Bartolomaios.

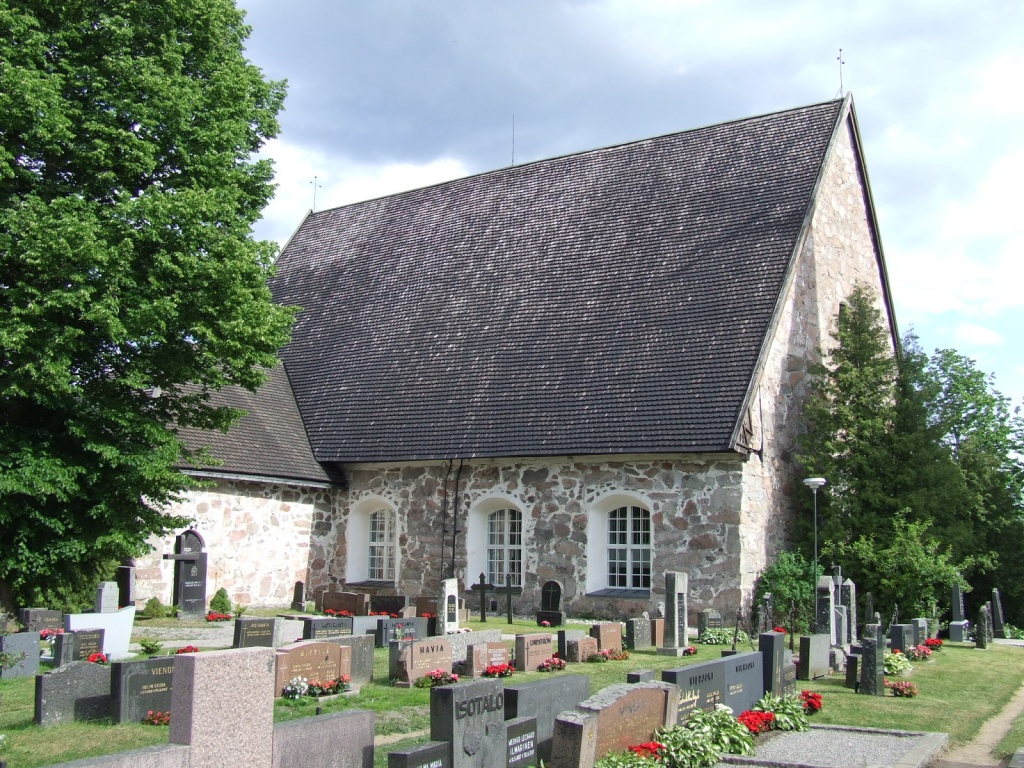
S:t Bertils medeltida stenkyrka.

S:t Bertils bildades som ett kapell under Uskela kyrksocken på 1440-talet. År 1492 flyttades tre byar från S:t Bertils kapell till Somero och år 1639 skiljdes Kiikala från S:t Bertils och blev en självständig kyrkosocken. S:t Bertils blev en självständig församling först år 1869. Kommunen hade dock grundats redan några år tidigare, år 1867. På grund av grundandet av kommunalförvaltningen i Storfurstendömet Finland hade tanken på självständighet även väckts i Kuusjoki bönehusförsamling, som då var en del av S:t Bertils. Kuusjoki skiljdes från S:t Bertils år 1886 och församlingen blev en självständig kyrkoherdesocken år 1913.
När S:t Bertils uppgick i Salo stad i januari 2009 hade kommunen varit självständig för 142 år.

## Ekonomi
I S:t Bertils verkade Juvankoski pappersbruk åren 1820-1902. Ingeris glasbruk var verksam i kommunen mellan 1794 och 1865. Bruket fanns vid Uskela å mittemot S:t Bertils kyrka.

## Geografi

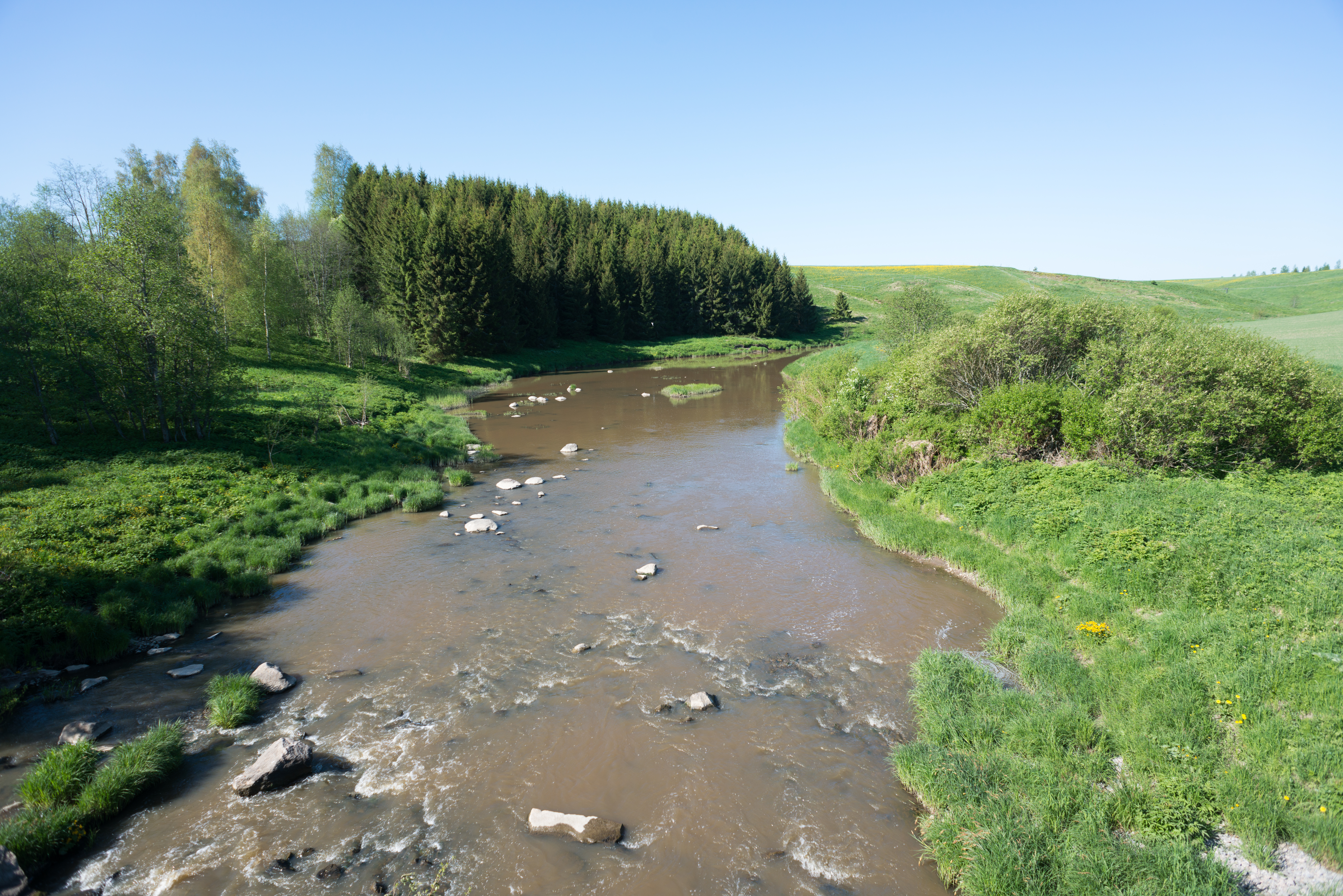
Uskela å i S:t Bertils.

S:t Bertils naturlandskap domineras av Uskela å, som rinner genom en lerfylld spricka i berggrunden. Den förenas från norr med Kurajoki å vid S:t Bertils centrum, vilken har sin källa vid gränsen mellan Kuusjoki och S:t Bertils och passerar även en bit genom det tidigare Uskela-området. Vid den tidigare gränsen mellan S:t Bertils och Kiikala i öster, vid byn Haali, förenar sig Uskela å med Rekijoki å från norr, Terttilänjoki å från nordost och Hitolanjoki å från sydost. Den södra delen av S:t Bertils tillhör avrinningsområdet för de övre grenarna av Kisko å–Bjärnå å vattensystem.

### Byar
Haalis (finska: Haali), Hähkänä, Hämäläis, Ingeris (finska: Inkere), Impola, Storhiidis (finska: Isohiisi), Kaivola, Kajala, Kanunki, Kaukola, Nokkahiisi, Patala, Pitkäkoski, Prästgården, Pöytis (finska: Pöytiö), Romsila, Tattula, Valkjärvi, Vihmalo, Vähähiisi 

### Herrgårdar
- Ingeris gård

## Kultur

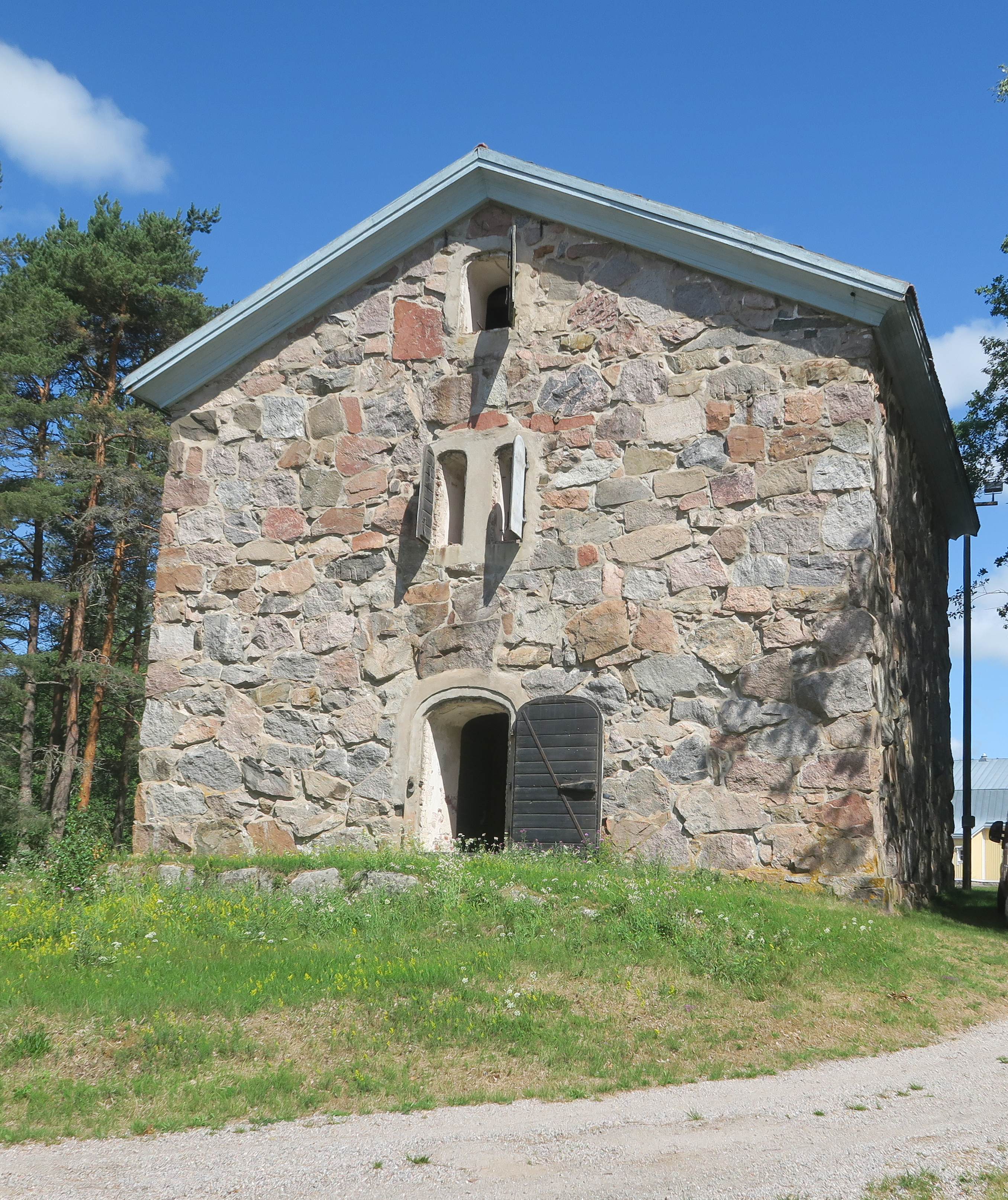
S:t Bertils hembygdsmuseum.

S:t Bertils hembygdsmuseum finns i en gammal sockenmagasin.

### Utbildning
Det finns tre finskspråkiga grundskolor i S:t Bertils med årskurser 1-6:
- Hähkänä skola
- Ingeris skola
- Kaivola skola

Gymnasiet, yrkesskolor och grundskolor med årskurser 7-9 finns i Salo centrum.
S:t Bertils bibliotek är ett meröppet bibliotek som är en del av Salo stadsbibliotek. Självbetjäningstjänsterna är tillgängliga dagligen.

### Värdefulla kulturmiljöer
Museiverket har klassificerat två värdefulla byggda kulturmiljöer av riksintresse i S:t Bertils:
- S:t Bertils kyrkolandskap och vägen Hiidentie [10]
- Juvankoskis historiska industriområde [11]